# Taxi de minuit (film, 1928)
Pour plus de détails, voir Fiche technique et Distribution.
Taxi de minuit (titre original : The Midnight Taxi) est un film américain réalisé par John G. Adolfi, produit par Warner Bros., sorti en 1928. 
C'est un film parlant à l'origine, mais seule une copie non sonore est conservée au British Film Institute.

## Fiche technique
- Titre original : The Midnight Taxi
- Réalisation : John G. Adolfi
- Scénario :  Freddie Foy, Harvey Gates
- Photographie : Frank Kesson
- Montage : Owen Marks
- Société de production : Warner Bros.
- Type : Noir et blanc, Vitaphone[1]
- Durée : 50 minutes
- Dates de sortie :
  - 1er septembre 1928 (USA) version sonore
  - 3 octobre 1928 (USA) version muette
  - 16 mai 1930 (France)
- Affiche : René Péron (France)

## Distribution
- Antonio Moreno : Tony Driscoll
- Helene Costello : Nan Parker
- Myrna Loy : Gertie Fairfax
- William Russell : Joseph Brant
- Tommy Dugan : Al Corvini
- Bobby Agnew : Jack Madigan
- Pat Hartigan : Détective Blake
- Jack Santoro : Lefty
- William Hauber : Squint
- Paul Kreuger : Dutch
- Spencer Bell : Rastus